# Modrzew chiński
Modrzew chiński (Larix potaninii Batalin, 1894) – gatunek drzewa z rodziny sosnowatych (Pinaceae Lindley). Występuje w górach Chin południowo-wschodnich, Syczuanie i Junnanie.

## Charakterystyka
PokrójRoślina drzewiasta, wysokości 6-21 m. Rzadko przekracza 30 m, ale w środowisku naturalnym można spotkać okazy mające nawet 50 m wysokości.
PieńPojedynczy, szary, lub szarobrązowy, popękany. Gałęzie brązowe.
LiścieSzpilkowate, osadzone na krótkopędach.
KwiatyŻeńskie - purpurowe i okazałe, męskie - niepozorne, otwierające się od kwietnia do maja. Roślina jednopienna.
SzyszkiJajowato-podłużne. W młodości czerwone, dojrzałe - purpurowofioletowe.
BiotopModrzew chiński występuje w górach i dolinach rzek, położonych na znacznej wysokości (2500–4600 m n.p.m.). Trudno jest mówić o jego odporności, gdyż został niedawno odkryty. Jednak arboretum w Rogowie posiada 6 sztuk tego gatunku. Oznacza to więc, że może on być uprawiany w cieplejszych rejonach Polski.

## Zmienność
Gatunek dosyć zmienny, posiada następujące odmiany : 
- modrzew chiński himalajski (Larix potaninii Batalin var. himalaica (W. C. Cheng & L. K. Fu) Farjon & Silba, 1990),
- modrzew chiński z odmiany chińskiej (Larix potaninii Batalin var. chinensis (Beissn.) L. K. Fu & Nan Li), 1997),
- modrzew chiński wielkoszyszkowy (Larix potaninii Batalin var. macrocarpa Y. W. Law, 1975),
- modrzew chiński typowy (Larix potaninii Batalin var. potaninii Batalin),
- modrzew chiński z odmiany australis (Larix potaninii Batalin var. australis Henry ex Handel - Mazzetti, 1929).